# Marsha P. Johnson
Marsha P. Johnson (ur. 24 sierpnia 1945 w Elizabeth, zm. 6 lipca 1992 w Nowym Jorku) – amerykańska transpłciowa aktywistka ruchu Gay Liberation . Była znana w środowisku artystycznym i gejowskim Nowego Jorku – występowała na scenie z grupą drag queens znaną jako Hot Peaches, była modelką Andy'ego Warhola . Znana była także z żarliwego rzecznictwa w sprawie praw LGBT, Johnson była jedną z najważniejszych postaci zamieszek Stonewall w 1969 . Jedna z założycielek Gay Liberation Front i organizacji S.T.A.R. (Street Transvestite Action Revolutionaries), razem z przyjaciółką Sylvią Riverą. W latach 1987–1992 była aktywistką działającą na rzecz chorych na AIDS w ramach organizacji ACT UP .

## Wczesne życie
Johnson urodziła się jako Malcolm Michaels Jr. 24 sierpnia 1945 w Elizabeth, New Jersey. Miała sześcioro rodzeństwa, jej ojciec, Malcolm Michaels Sr., pracował przy taśmie produkcyjnej w General Motors, a matka, Alberta Claiborne, prowadziła gospodarstwo domowe. Johnson jako dziecko należała do Afrykańskiego Kościoła Metodystyczno-Episkopalnego i przez całe życie pozostała religijna, modląc się do świętych i zachowując w domu prywatny ołtarz . Johnson zaczęła nosić sukienki w wieku pięciu lat, ale zaprzestała tego z powodu nękania przez mieszkających w okolicy chłopców. W udzielonym w 1992 wywiadzie, Johnson opisała bycie ofiarą molestowania seksualnego w dzieciństwie przez jednego z chłopców  . Johnson była przez to straumatyzowana aż do przeprowadzki do Nowego Jorku, przez co nie czuła pociągu seksualnego. W 1963, po ukończeniu szkoły średniej (Edison High School, obecnie Thomas A. Edison Career and Technical Academy), wyjechała do tego miasta z 15 dolarami i torbą ubrań . Po zamieszkaniu w Greenwich Village w 1966 pracowała jako kelner  . Po poznaniu społeczności gejowskiej w mieście, Johnson poczuła, że może być sobą i odważyła się na coming out.

## Performanse, drag i tożsamość
Jako drag queen Johnson wybrała najpierw imię „Black Marsha”, ale potem zmieniła je na „Marsha P. Johnson”, gdzie Johnson wzięło się od restauracji Howard Johnson's na 42nd Street, a P od pay it no mind („nie przejmuj się tym”)   – zwrotu, którego używała zapytana o tożsamość płciową. Johnson określała się różnymi terminami – jako gej (gay), transwestyta (transvestite) i drag queen (queen). Według profesor gender studies na Uniwersytecie Arizony, Susan Stryker, tożsamość płciową Johnson mógł najlepiej określić termin nonkonformizm płciowy (gender non-conforming); Johnson nigdy nie identyfikowała się ze słowem „transpłciowość” (transgender), ale też za jej życia nie był to termin powszechnie używany .
Johnson mówiła, że jej drag nie był poważny (jak high drag/show drag) bo nie stać jej było na drogie ubrania . Była znana z noszenia wianków ze świeżych kwiatów, często oddawanych jej jako zbywające przez sprzedawców z dystryktu kwiatowego na Manhattanie . Johnson była wysoka, szczupła i często nosiła zwiewne suknie, czerwone szpilki i jaskrawe peruki, przyciągając uwagę . Współcześni zauważali, że jej drag był równocześnie „męski i żeński”.
Istnieją nagrania Johnson wykonującej elegancki high drag na scenie, ale większość jej występów była z natury uliczna, komediowa i polityczna. Od 1972 należała do nowojorskiej międzynarodowej grupy drag queens znanej jako Hot Peaches. Kiedy grupa z San Francisco, The Cockettes założyła na wschodnim wybrzeżu grupę The Angels of Light, poproszono Johnson o występy z nimi. W 1973, Johnson występowała jako „The Gypsy Queen” w ich produkcji, The Enchanted Miracle, o nowo odkrytej komecie Kohoutka. W 1975, Johnson była fotografowana przez Andy'ego Warhola, jako modelka w serii Polaroidów Ladies and Gentlemen. W 1990 Johnson występowała wraz z The Hot Peaches w Londynie. Jako aktywistka na rzecz chorych na AIDS, w 1990 Johnson pojawiła się w produkcji The Hot Peaches pod tytułem The Heat, śpiewając piosenkę „Love” i nosząc przypinkę ACT UP, Silence = Death .

## Zamieszki Stonewall i aktywizm
Johnson była jedną z pierwszych drag queens uczęszczających do Stonewall Inn po tym, kiedy dotychczas tylko gejowski bar otwarł się na klientelę kobiet i drag queens. Wczesnego ranka 28 czerwca 1969 rozpoczęły się zamieszki Stonewall. Pierwsze dwie noce zamieszek były najbardziej intensywne, ale starcia z policją jeszcze przez tydzień wywoływały spontaniczne demonstracje i marsze w gejowskiej dzielnicy Greenwich Village.
Kilkoro weteranów Stonewall w wywiadach z Davidem Carterem, autorem książki Stonewall: The Riots That Sparked the Gay Revolution powiedziało, że „trzema osobami będącymi w awangardzie” oporu przeciw policji były Johnson, Zazu Nova i Jackie Hormona. Johnson zaprzeczała, jakoby miała rozpocząć walki, twierdząc w 1987, że zjawiła się tam około drugiej rano, kiedy zamieszki już trwały, a policja podpaliła budynek Stonewall. Zamieszki miały się zacząć o 1:20 rano, kiedy Stormé DeLarverie sprzeciwiała się próbie aresztowania przez oficera policji.
Robin Souza raportował, że według aktywistów takich jak Morty Manford i Marty Robinson, Johnson rzuciła kieliszek do shotów w lustro w płonącym barze z krzykiem I got my civil rights („Mam swoje prawa obywatelskie”). Incydent ten był jednak podawany w wątpliwość. Przed publikacją książki Cartera popularnym twierdzeniem było, że Marsha rzuciła cegłą w policjanta, ale nie zostało to potwierdzone. Sama Johnson mówiła, że nie była w barze, gdy wybuchły zamieszki, ale usłyszawszy o nich, poszła do parku znaleźć śpiącą tam bezdomną Sylvię Riverę i jej o nich opowiedzieć. Według wielu zeznań, o drugiej nocy Marsha wspięła się na latarnię uliczną i zrzuciła worek cegieł na radiowóz, tłukąc jego szyby.

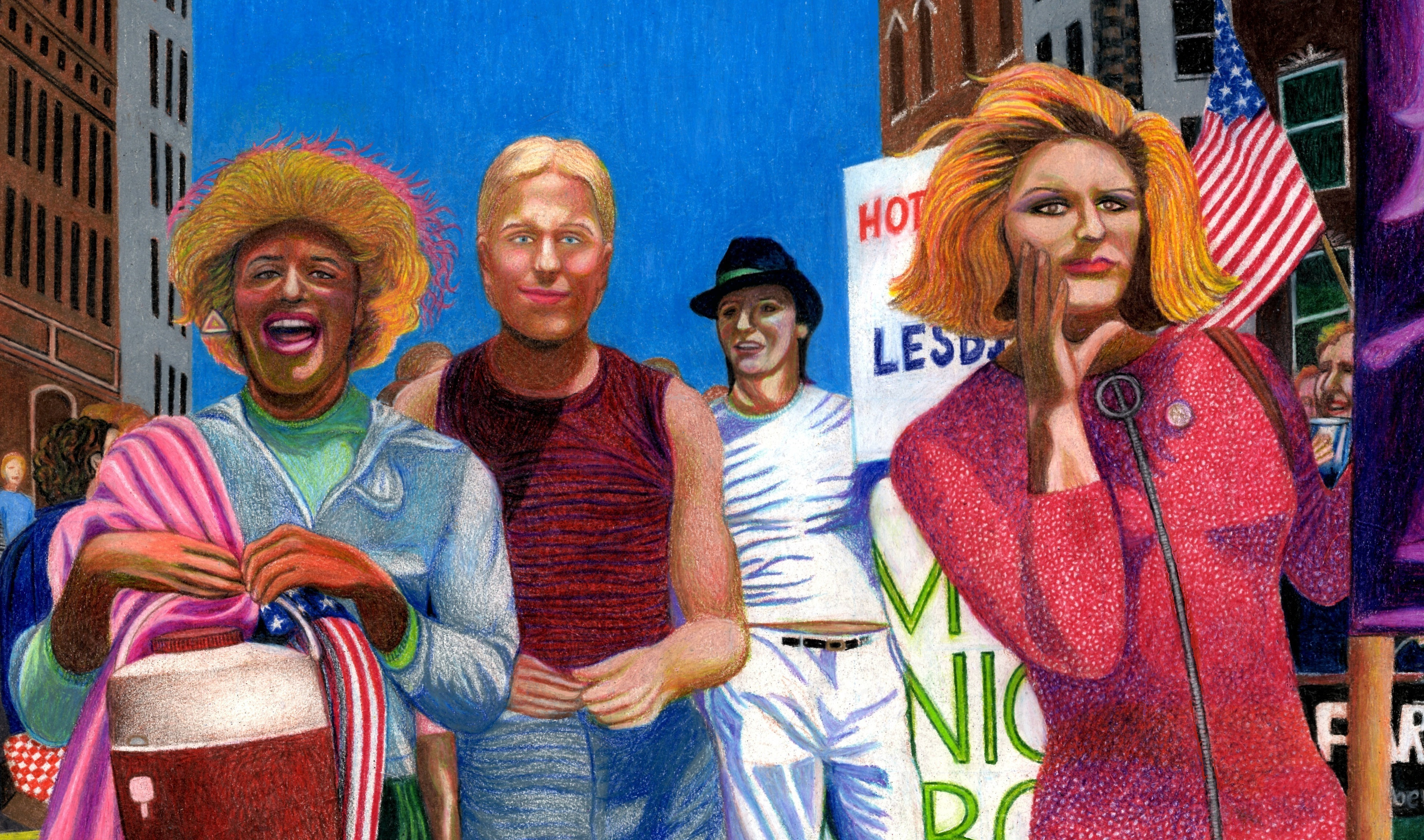
Marsha P. Johnson, Joseph Ratanski i Sylvia Rivera w 1973, sportretowani przez Gary'ego LeGault

Po zamieszkach Stonewall, Johnson dołączyła do Gay Liberation Front i brała udział w paradzie Christopher Street Liberation Pride w pierwszą rocznicę zamieszek. Jednym z najbardziej znanych przykładów jej akcji bezpośrednich był protest okupacyjny GLF w Weinstein Hall na Uniwersytecie Nowojorskim po tym, kiedy uczelnia odwołała potańcówkę sponsorowaną przez organizacje gejowskie. Krótko po tym, Marsha P. Johnson i Sylvia Rivera założyły organizację Street Transvestite Action Revolutionaries (STAR) (pierwotnie Street Transvestites Actual Revolutionaries).
Johnson i Rivera często pojawiały się na paradach i marszach równości i innych radykalnych akcjach politycznych . W 1973 dostały one zakaz wstępu na paradę równości od gejowskiego i lesbijskiego komitetu, który powiedział, że „nie wpuszczą drag queens” na swoje marsze, bo miały „dawać im złą opinię” . W odpowiedzi drag queens przemaszerowały przed paradą .
W 1972 Rivera i Johnson założyły razem STAR House, schronisko dla ulicznej młodzieży LGBT, i opłacały czynsz pieniędzmi zarobionymi z pracy seksualnej. Johnson zapewniała jedzenie, ubrania, wsparcie emocjonalne i poczucie rodziny dla młodzieży żyjącej w okolicach Christopher Street i Lower East Side.
W latach 80. Johnson kontynuowała swój aktywizm jako organizatorka w ACT UP. Kiedy w 1992 przeniesiono upamiętniający Stonewall pomnik George'a Segala z Ohio na Christopher Street, Marsha skomentowała: „Ilu ludzi umarło, żeby te dwa małe posągi znalazły się w parku, upamiętniając gejów? Ile lat zajmie ludziom zauważenie, że wszyscy jesteśmy braćmi i siostrami i ludzkimi istotami w rasie ludzkiej? Mam na myśli, ile lat zajmie ludziom zauważenie, że wszyscy jesteśmy razem w tym wyścigu szczurów” (How many people have died for these two little statues to be put in the park to recognize gay people? How many years does it take for people to see that we're all brothers and sisters and human beings in the human race? I mean how many years does it take for people to see that we're all in this rat race together.) .

## Zdrowie psychiczne i śmierć
W 1966 Johnson była bezdomna i żeby przetrwać, zajmowała się pracą seksualną . W związku z tym była aresztowana wielokrotnie (według jej własnych słów ponad 100 razy) i raz, w późnych latach 70., postrzelona . Johnson mówiła, że pierwsze załamanie nerwowe miała w 1970 . Według Boba Kohlera, Johnson chodziła nago przez Christopher Street, była zabierana na dwa-trzy miesiące leczenia chloropromazyną, a po jej powrocie leki przestawały działać w ciągu miesiąca . Między 1980 a śmiercią w 1992, Johnson mieszkała u Randy'ego Wickera .
Choć ogólnie persona Marshy uważana była za „hojną i serdeczną” czy „świętą”, to gniewna, agresywna strona Johnson pojawiała się pod wpływem depresji czy stresu. Według niektórych było to częstsze u „męskiej persony Malcolma”. Robert Heide twierdził, że Johnson potrafiła być agresywna i wybuchowa, a jako Malcolm, stawała się „bardzo paskudnym, okrutnym mężczyzną, szukającym walki”. Ta podwójna osobowość była opisywana jako „schizofreniczna”. Kiedy to się zdarzało, Johnson często wdawała się w walki, była hospitalizowana i uspokajana, a przyjaciele musieli organizować i zbierać pieniądze na opłatę hospitalizacji lub kaucję. Steven Watson (a potem Carter), autor wydanego w 1979 artykułu z The Village Voice, „The Drag of Politics”,  twierdził, że to dlatego inni aktywiści nie chcieli początkowo nazywać zasług Johnson w narodzinach ruchu Gay Liberation. Watson twierdził też, że „święta” persona Marshy była „ulotna” i cytował listę barów gejowskich, w których miała zakaz pojawiania się. Randy Wicker mówił, że przed śmiercią w 1992 roku, Johnson była w coraz bardziej chwiejnym stanie, coraz bardziej chora .
Krótko po paradzie równości w 1992, ciało Johnson znaleziono w rzece Hudson . Policja uznała śmierć za samobójstwo, ale przyjaciele i lokalna społeczność twierdzili, że Johnson nie była w nastroju samobójczym, a z tyłu jej głowy zauważyli ranę. Znajomi uznawali okoliczności śmierci Johnson za podejrzane; wielu z nich przyznawało, że pomimo problemów psychicznych nie popełniłaby samobójstwa. Randy Wicker później powiedział, że mogło to być wejście do rzeki pod wpływem halucynacji albo próba ucieczki przed napastnikami, ale nie samobójstwo .
Pojawili się świadkowie, twierdzący, że Johnson była napastowana przez grupę „zbirów”, którzy okradali ludzi. Według Wickera, świadek widział mieszkańca dzielnicy walczącego z Marshą 4 lipca 1992. W trakcie walki miał użyć homofobicznej obelgi, potem w barze chwalić się, że zabił drag queen o imieniu Marsha. Świadek nie przekazał tej informacji policji. Inni mieszkańcy twierdzili, że organów ścigania nie obchodziła sprawa „czarnego geja” i nie chcieli mieć z nią wiele do czynienia . Johnson została skremowana, a po pogrzebie w lokalnym kościele jej prochy zostały rozrzucone nad rzeką przez przyjaciół. Policja zamknęła na ten czas Seventh Avenue .
Nowojorski polityk Tom Duane walczył o ponowne otwarcie sprawy, motywując to brakiem listu pożegnalnego, nietypowym dla samobójstwa.
W listopadzie 2012 aktywistka Mariah Lopez doprowadziła do ponownego wznowienia sprawy jako „możliwe morderstwo”. Przyczyna śmierci zmieniła się wtedy z „samobójstwa” na „nieustaloną”.
W 2016, aktywistka Victoria Cruz z Anti-Violence Project próbowała otworzyć sprawę, udało się jej zdobyć dostęp do wcześniej niepublikowanych dokumentów i zeznań. Szukała nowych wywiadów ze świadkami, przyjaciółmi, aktywistami i policjantami pracującymi nad sprawą. Część z tych prób i materiałów została sfilmowana w dokumencie z 2017, The Death and Life of Marsha P. Johnson.

## W kulturze

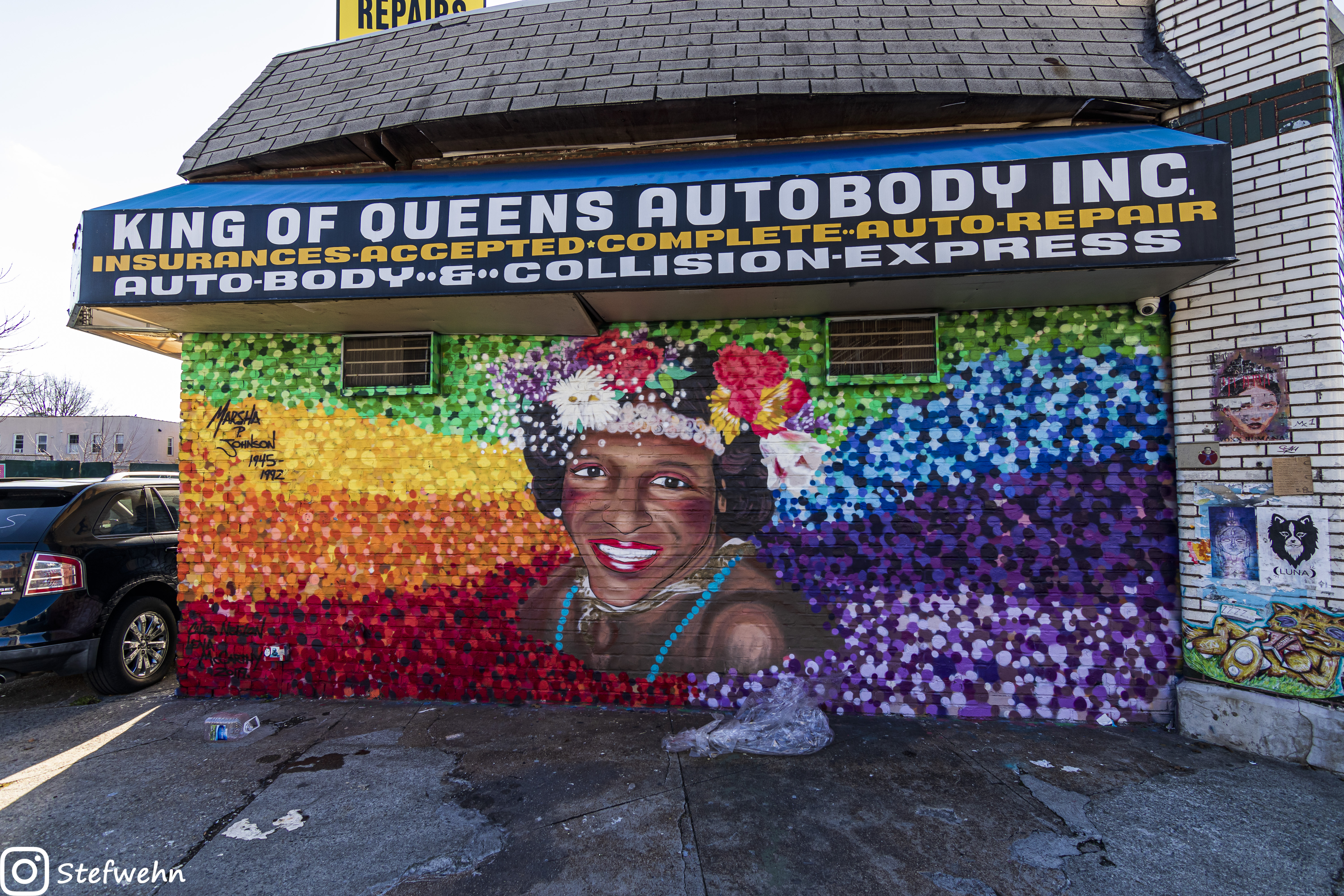
Mural przedstawiający Marshę P. Johnson (2020), Nowy Jork

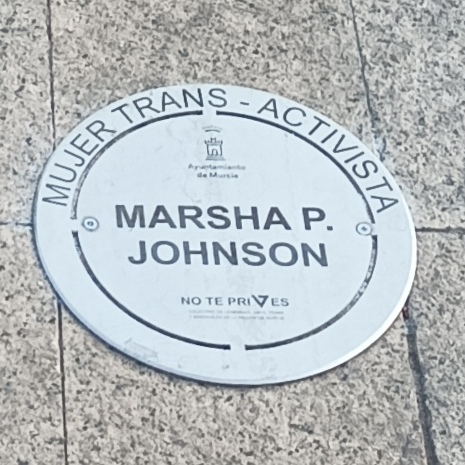
Tablica pamiątkowa na Plaza de la Diversidad de la Ciudad de Murcia (Hiszpania)

Film dokumentalny z 2012 roku Pay It No Mind – The Life and Times of Marsha P. Johnson zawiera fragmenty wywiadu z Johnson z 1992 nakręconego krótko przed jej śmiercią. W filmie znajdują się też wywiady z jej przyjaciółmi z Greenwich Village .
Johnson pojawia się jako postać w filmach Stonewall (2015), gdzie gra ją Otoja Abit, i Happy Birthday, Marsha! (2016), gdzie gra ją Mya Taylor. Obie produkcje są fikcjonalizowane i inspirowane zamieszkami Stonewall.
Film dokumentalny z 2017 roku, Śmierć i życie Marshy P. Johnson (ang. The Death and Life of Marsha P. Johnson), skupia się na śledztwie Victorii Cruz z Anti-Violence Project, badającej okoliczności śmierci Johnson. Tak jak Pay It No Mind, film opiera się na materiałach i nagraniach archiwalnych.
Nowojorska piosenkarka Anohni stworzyła wiele projektów w hołdzie Johnson, w tym nazwany na jej cześć zespół baroque-popowy Antony and the Johnsons i sztukę teatralną z 1995 roku,The Ascension of Marsha P. Johnson.
Amerykańska drag queen RuPaul nazwała Johnson inspiracją, opisując ją jako „the true Drag Mother”. W jednym z odcinków programu RuPaul’s Drag Race z 2012, RuPaul mówi zawodnikom, że Marsha. P. Johnson „utorowała [im] wszystkim drogę” (paved the way for all of [them]).
W 2018 The New York Times opublikował opóźniony nekrolog.
Mural przedstawiający Johnson i Sylvię Rivera został odsłonięty w Dallas w 2019 roku z okazji 50. rocznicy zamieszek w Stonewall. Wizerunek „dwóch pionierek ruchu na rzecz praw gejów” na tle flagi osób transpłciowych ma być największym na świecie muralem poświęconym społeczności osób trans.
W 2019 ogłoszono, że w 2021 w Greenwich Village, blisko Stonewall, zostaną postawione pomniki Johnson i Rivery; pierwsze pomniki honorujące transpłciowych aktywistów. W 2021 popiersie Johson zatytułowane A Love Letter to Marsha (z ang. List miłosny do Marshy) postawiono w Christopher Park przy Christopher Street na terenie West Village, części Manhattanu. W 2022 rzeźbę przeniesiono do Lesbian, Gay, Bisexual & Transgender Community Center, które również położone jest w Nowym Jorku.
31 maja 2019, queerowi street artyści Homo Riot i Suriani stworzyli w Nowym Jorku mural na cześć 50-lecia Stonewall i ruchu Queer Liberation, portretujący Johnson.
W czerwcu 2019 Johnson została nazwana jedną z 50 amerykańskich pionierów z listy National LGBTQ Wall of Honor w Stonewall National Monument w nowojorskim Stonewall Inn. SNM to pierwszy narodowy pomnik Stanów Zjednoczonych poświęcony historii i prawom LGBTQ, odsłonięty w 50 rocznicę zamieszek.
1 lutego 2020, gubernator Nowego Jorku Andrew Cuomo ogłosił, że brooklyński East River Park zostanie nazwany na cześć Johnson. Będzie to pierwszy nowojorski miejski park nazwany na cześć osoby LGBT.